# 小富士村 (愛媛県)
小富士村（こふじむら）は、愛媛県の東予地方の宇摩郡にあった村。
1954年（昭和29年）3月31日に土居村、長津村、小富士村、蕪崎村、天満村、関川村の6か村が合併昭和の大合併、町制施行して宇摩郡土居町となり、自治体としては消滅した。その後、2004年（平成16年）4月に土居町は平成の大合併により、四国中央市の一部となり、現在に至る。現在の四国中央市の西部。
地名としての「小富士」は小学校の名称等として現在も受け継がれている。

## 地理
関川下流右岸に位置する。四国山地の山嶺の麓から沿岸部までの一帯。北の一部を燧灘に面している。東を桧川を境に津根村（津根村は1940年（昭和15年）野田村と合併し長津村となった）に、西は土居村と蕪崎村とに接する。南の山地は当村域麓までで、当村の南にそびえたつ山地そのものは概ね西半分が土居村、東半分が富郷村に属した。
当村域は土居平野の一部で、そのほとんどが平地であるが南から北にかけてゆるやかに傾斜している。
村名の由来
南に横たわる山嶺の一角の赤星山は「伊予小富士」または「小富士」の別名を持ち、これに由来するものとされる。村内には「小富士小学校」があり、過去には小富士農業協同組合も存在した（後に藤原農協と合併するなど幾たびかの合併により現在は、「うま農業協同組合」（JAうま））。土居高等学校も1949年（昭和24年）9月から1955年（昭和30年）4月までは「小富士高等学校」と呼んでいた。

## 歴史

### 村の沿革
- 1889年（明治22年）12月15日 - 町村制施行に伴い、藤原、中村、小林が合併して宇摩郡小富士村（こふじむら）となる。
- 1954年（昭和29年）3月31日 -土居村、長津村、小富士村、天満村、蕪崎村、関川村の6か村が合併、町制施行し土居町となり、小富士村は自治体としては消滅した。

```
小富士村の系譜
（町村制実施以前の村）　（明治期）　　　　　　（昭和の合併）　　　（平成の合併）
　　　　　　　　　　　　町村制施行時
藤原　━━━━━━━┓　　　　　　　　　　　　　　　
中村　━━━━━━━╋小富士村━━━━━━━━━┓
小林　━━━━━━━┛　　　　　　　　　　　　　┃　　　　　　　　　　　　　　
　　　　　　　　　　　　　あ┏━天満村━━━━━┫　
　　　　　　　　　　満崎村━┫　　　　　　　　　┃
　　　　　　　　　　　　　　┗━蕪崎村━━━━━┫　
　　　　　　　　　　津根村━┓　　　　　い　　　┃　　　　　　　
　　　　　　　　　　　　　　┣━━━━━長津村━┫1954年3月31日
　　　　　　　　　　野田村━┛　　　　　　　　　┃　合併・町制施行　　　　　　　　　　　　　
　　　　　　　　　　関川村━━━━━━━━━━━╋━土居町━━━━━┓
　　　　　　　　　　土居村━━━━━━━━━━━┛　　　　　　　　　┃2004年4月1日
　　　　　　　　　　　　　　　　　　　　　　　　　　　　　　　　　　┃　新設合併
　　　　　　　　　　　　　　　　　　　　　　　　　　　　　　　　　　┣━四国中央市
　　　　　　　　　　　　　　　　　　　　　　　　　　　川之江市　━━┫
　　　　　　　　　　　　　　　　　　　　　　　　　　　伊予三島市━━┫
　　　　　　　　　　　　　　　　　　　　　　　　　　　新宮村　━━━┛

あ　1895年7月1日　満崎村が天満村と蕪崎村とに分割
い　1940年2月11日　津根村と野田村とが合併し長津村となる
（注記）小富士村以外の合併以前の系譜はそれぞれの市町村の記事を参照のこと。

```

## 社会

### 地域・集落
合併・発足時の旧3村を大字として、土居町になっても受け継がれる。
藤原（ふじわら）、中村（なかむら）、小林（こばやし）
平成の合併により四国中央市になってからは 現地名を継承して、その前に「土居町」を付す。
例 四国中央市土居町藤原

### 教育
小学校　-　小富士小学校
中学校　-　小富士中学校 - 1960年（昭和35年）土居中学校に統合

## 交通
当村南部を讃岐街道（金毘羅街道）が東西に横断し、1914年（大正3年）に後の国道11号として整備された。
鉄道は予讃本線が東西に横断している。ただし、村内に駅はない。最寄駅　伊予土居駅または赤星駅。

## 産業
農業 - 米作のほか、サトイモ、ナツミカンなどを産する。
漁業 - 遠浅の海岸で海苔漁が営まれる。

## 出身人物
- 安藤正樂（思想家・政治家）-中村の出で、宇摩郡議会議員や愛媛県議会議員を務める。